# Booker T. & the M.G.’s
A Booker T. & the M.G.’s amerikai R&B együttes. Főleg instrumentális zenét játszanak. A műfaj egyik legnagyobb hatású zenekarának számítanak. Eddig 14 nagylemezük jelent meg.

## Tagjai

### Jelenlegi tagjai
- Booker T. Jones,
- Steve Cropper,
- Steve Potts.

### Korábbi tagjai
- Al Jackson, Jr.
- Donald "Duck" Dunn
- Willie Hall
- Lewis Steinberg

## Legismertebb dalai
- Green Onions
- Groovin'
- Hip Hug-Her,
- Soul Limbo
- Hang'em High

## Története
Az együttes 1962-ben alakult meg a Tennessee állambeli Memphisben. Pályafutásuk alatt 14 nagylemezt jelentettek meg. A Green Onions daluk szerepel továbbá a Grand Theft Auto: San Andreas videójátékban is.
Először 1962-től 1971-ig működtek, majd 1973-tól 1977-ig, végül 1994-től napjainkig. A zenekar első, Green Onions című nagylemeze bekerült az 1001 lemez, amelyet hallanod kell, mielőtt meghalsz című könyvbe.

## Diszkográfia
- 1962: Green Onions
- 1965: Soul Dressing
- 1966: And Now!
- 1966: In the Christmas Spirit
- 1967: Hip Hug-Her
- 1968: Doin' Our Thing
- 1968: Soul Limbo
- 1969: UpTight (soundtrack)
- 1969: The Booker T. Set
- 1970: McLemore Avenue
- 1971: Melting Pot
- 1977: Universal Language
- 1994: That's the Way It Should Be